# Lagos de Wada

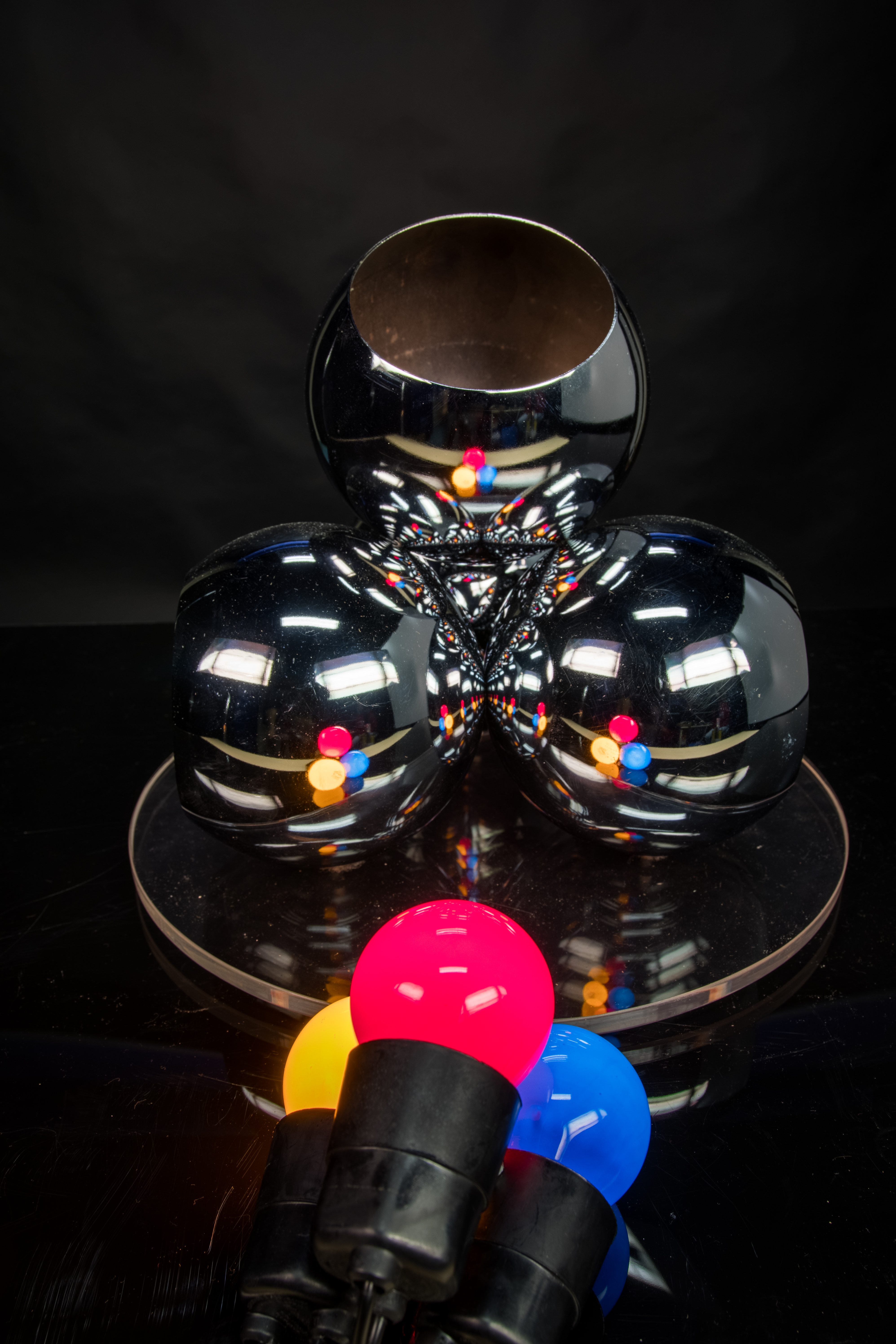
Objeto que representa el lago de Wada

En matemáticas, los lagos de Wada son una construcción formada por tres abiertos conexos disjuntos del plano con una frontera común a los tres. Esta construcción fue publicada por el matemático japonés Kunizō Yoneyama en 1917, que la nombró así en honor a su profesor Takeo Wada. Este descubrimiento se realizó de forma independiente al del matemático holandés Brouwer, que en 1910 halló un ejemplo similar.
De los conjuntos que comparten una propiedad similar se dicen que tienen la propiedad de Wada. Entre los ejemplos de los mismos aparecen atractores de sistemas dinámicos.

## Construcción
La construcción formal de los lagos de Wada puede iniciarse con el interior de un cuadrado de lado unidad, al que llamaremos tierra firme. En él cavaremos tres lagos (numerados como 0, 1 y 2 ) que iremos extendiendo en días sucesivos siguiendo la siguiente regla:
- Sea an una sucesión que converja a cero. En el día n = 1, 2, 3, 4, ... extenderemos el lago n mod 3 (= 1, 2, 0, 1...) de modo que pase a una distancia an de la tierra firme restante.

Esto puede realizarse de modo que la tierra firme conserve su interior conexo, y cada lago siga siendo abierto. En el límite, tras un número infinito de pasos, los tres lagos continuarán siendo abiertos conexos y disjuntos, y la tierra firme restante se convertirá en la frontera común a todos ellos.
Esta construcción puede generalizarse a cualquier número finito k de lagos sustituyendo el orden en que los extendemos, originalmente de 1, 2, 0, 1, 2, 0, 1, 2, 0, ...., por 1, 2, ..., k-1, 0, 1, 2,..., k-1,0,... . Puede incluso generalizarse a un conjunto infinito numerable de lagos siguiendo el orden marcado por 0, 0, 1, 0, 1, 2, 0, 1, 2, 3, 0, 1, 2, 3, 4, ... .

## Galería

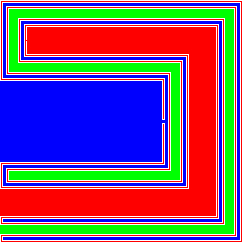
Los lagos de Wada
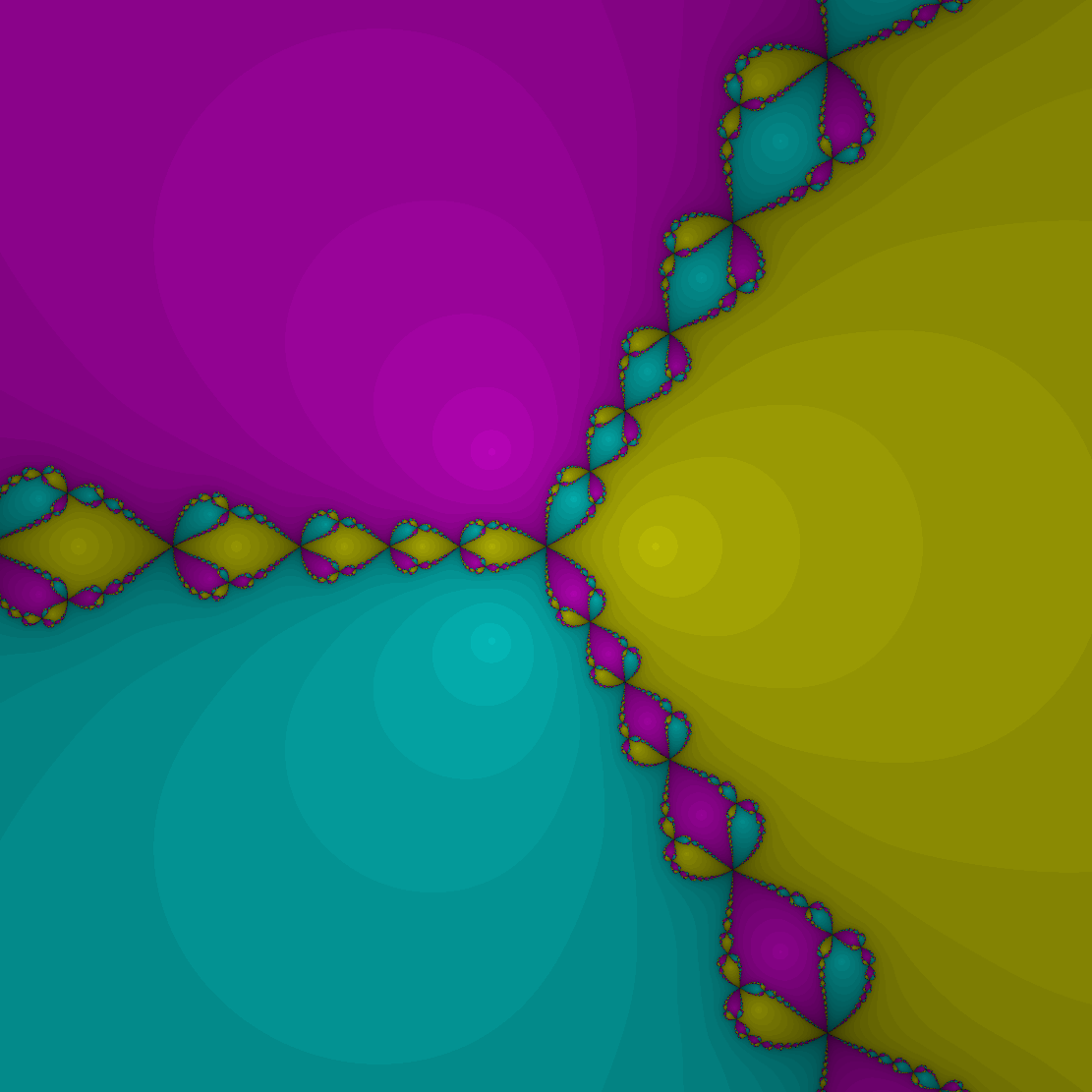
Atractor de x3 − 1 = 0;con la propiedad de Wada: los tres abiertos comparten la misma frontera. A diferencia de los lagos de Wada, cada uno de estos abiertos es disconexo.
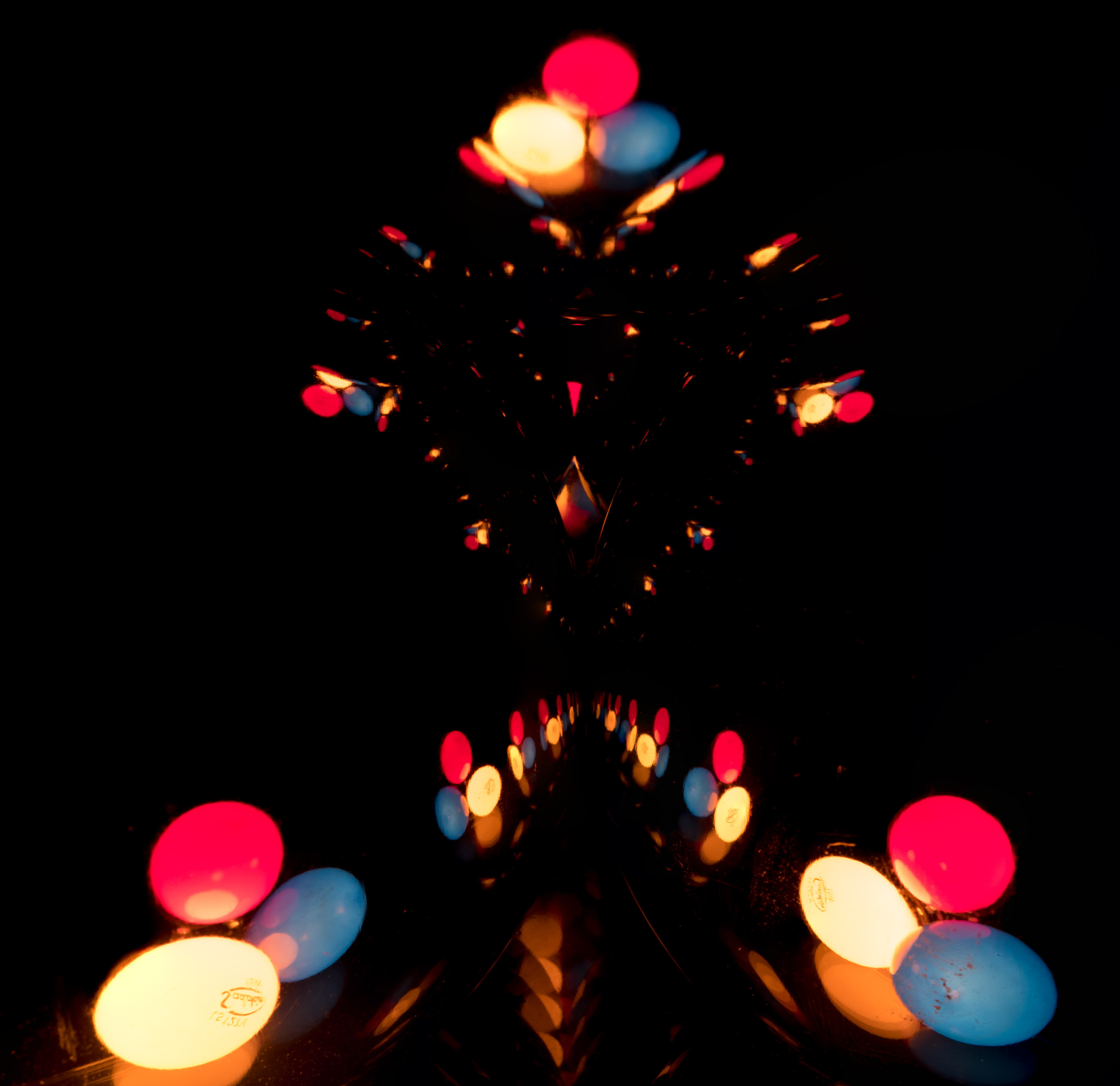
Representación del Lago de Wada